# Lutonina
Lutonina település Csehországban, a Zlíni járásban. Lutonina Vizovice, Ublo és Jasenná településekkel határos. Lakosainak száma 424 fő (2024. január 1.).

## Népesség
A település lakosságának változását az alábbi diagram mutatja:
| Lakosok száma | 395  | 450  | 480  | 491  | 429  | 402  | 422  | 412  | 411  | 424  |
|               | 1869 | 1900 | 1921 | 1961 | 1980 | 2011 | 2016 | 2019 | 2021 | 2024 |